# В родном углу
«В родно́м углу́» — рассказ Антона Павловича Чехова, написанный в 1897 г. Впервые был опубликован в «Русских ведомостях», 1897, № 317, 16 ноября, стр. 2—3 с подписью Антон Чехов и датой «Ницца, октябрь».

## Предыстория рассказа
Антон Павлович Чехов в рассказе «В родном углу» пишет: «Донецкая дорога. Невесёлая станция, которая одиноко белеет в степи, тихая, со стенами, горячими от жары, без единственной тени, и, похоже, без людей. Поезд уже ушёл, оставив вас здесь, и шум его слышится едва-едва и замирает на конец… Вы садитесь в коляску, — это так приятно после вагона, — и катитесь по степной дороге, и перед вами мало-помалу открываются картины, которых нет под Москвой, большие, бесконечные, очаровывая своим однообразием. Степь, степь, — и больше ничего, вдали старый курган, или ветряк; везут на волах каменный уголь… Птицы, поодиночке, низко носятся над равниной, и размеренные движения их крыльев нагоняют дремоту. Жарко. Прошёл час-другой, а всё степь, степь, И всё курганы вдалеке.» Эту степь, полную неповторимых красок и очарования, великий писатель увидел во время своего пребывания в донецком крае летом 1887 года.
Антону Павловичу было тогда 27 лет. Будучи уже известным писателем, автором 4-х сборников рассказов, Чехов начал поездку с Москвы в родные места — в Таганрог. «Живу в Рагозиной Балке у Кравцова», — писал Чехов Марии Павловне 30 апреля 1887 г. Впечатлённый природой края Чехов ещё не раз бывал у Гавриила Павловича Кравцова и впоследствии высылал журналы «Европейская библиотека», «Зритель» и «Спутник». Готовил его сыновей в юнкерское училище.
Про жизнь у отставного хорунжего Кравцова Антон Павлович рассказывает и в письме к Н. А. Лейкину: «Жил я последнее время в Донской Швейцарии, в центре который называют Донецким кряжем : горы, балки, леса, речушки и степь, степь, степь… Живя у Кравцова, можно вылечиться от 15 чахоток и 22 ревматизмов… Впечатлений тьма…».
Сам рассказ написан во время пребывания А. П. Чехова в Ницце после длительного перерыва в литературном творчестве, вызванного болезнью. 9 октября 1897 года Чехов сообщал о работе над ним М. П. Чеховой: «По случаю дурной погоды купил бумаги и сажусь писать рассказ».

## Сюжет
Героиня рассказа «В родном углу» Вера Кардина возвращается в своё имение, затерявшееся в бескрайней донецкой степи. Она едет к родным — дедушке и тёте, которая давно заменила ей мать. Дома тётя знакомит её с заводским доктором Нещаповым, которого прочит ей в женихи. Он не нравится Вере, «родное гнездо» кажется чужим — раздражают манерность, неискренность тёти, грубость и прожорливость дедушки, старого крепостника. «Неукротимый был человек… — говорит о нём тётя. — Прежде, бывало, чуть прислуга не угодит или что, как вскочит — и „Двадцать пять горячих! Розог!“. А теперь присмирел…» (IX, 234).
В конце рассказа Вера, подавленная, негодующая из-за всего, что её окружает, неожиданно для самой себя в приступе злобы бросается на прислугу Алёну (та от страха и неловкости уронила золотые часы) с криком: «Вон! Розог! Бейте её!» (IX, 242). А затем, опомнившись, решает взять себя в руки и даёт согласие выйти за доктора.

## Критика
В своём письме от 9 декабря 1897 года Мария Павловна сообщила своему брату, что о рассказе «очень говорят в Москве, всем он нравится». Однако не все остались довольны тоном рассказа. Так, врач Н. И. Коробов, которого Чехов знал ещё со времён учёбы в университете, интересовался: «Зачем такие пессимистические рассказы в „Русских ведомостях“? Напиши что-нибудь жизнерадостное, что бывает в ранней юности, когда хочется кричать и скакать от радости бытия».
Пётр Иванович Дьяконов, известный российский хирург, выражая большой интерес к истории и деталям, касающимся рассказа, писал: «Надо сознаться, что более общее впечатление от них [рассказов „В родном углу“ и „Печенег“] довольно-таки удручающее. Оно чувствуется тем более, что нельзя отказаться от того, что сама жизнь даёт нам и воспитывает нас именно в таких впечатлениях. Но неужели хорошая природа, в которой Вы живёте, разнообразие впечатлений и другие хорошие стороны путешествия не развеяли в Вас этого настроения?».
Анонимный обозреватель «Курьера» в своей статье от 4 декабря 1897 года «Последние рассказы А. П. Чехова» написал о «двух превосходных, полных прежней силы таланта и мысли, рассказах А. П. Чехова, напечатанных в „Русских ведомостях“ ‹…› Правда, и „Печенег“ и „В родном углу“ навевают лишь тяжёлые думы, вызывают лишь горькие чувства, но разве виноват художник, что сама жизнь ставит перед ним лишь печальные образы и вызывает в его лире скорбные звуки. К тому же дарование нашего писателя преимущественно такого рода, что с особою силою передаёт отрицательные стороны жизни, вызывающие у него то иронию, то сатирическую улыбку, то прямую скорбь и сожаление». По словам рецензента, «чеховская Вера — ещё один с художественной правдой нарисованный портрет в обширной галерее русских женщин», начиная с пушкинской Татьяны, разделяющей ту же боль разбитых надежд и разрушенной жизни.
В. Альбов в журнале «Мир Божий» был разочарован тем, что Вера Кардина «совсем не борется» с тем, что кажется ей судьбой, во многом в духе многих других женских персонажей Чехова, которые легко отдаются «во власть всякому чудовищу», попадающемуся на их пути. Критик объяснил это как часть особого отношения Чехова к своим персонажам. «Одинокий мечтатель среди общества, живущего животными интересами, и неизменно гибнущий — подобная картина очень занимала г. Чехова», — писал Альбов в 1903 году.